# Two Much
Two Much es una película española de 1995 dirigida por Fernando Trueba e interpretada por Antonio Banderas y Melanie Griffith. Es una comedia en la que el protagonista (Art), que está prometido, se enamora de la hermana de su novia y para mantener a las dos mujeres se inventa un doble suyo.
Two Much es una versión de la comedia francesa de 1984, Le Jumeau dirigida por Yves Robert que a su vez está basada en la novela de Donald Westlake.

## Sinopsis
Art Dodge (Antonio Banderas) es un galerista con mucha cara que se compromete para casarse con Betty (Melanie Griffith), pero se enamora de su hermana Liz (Daryl Hannah), por lo que se inventa un doble.

## Ficha artística
- Antonio Banderas (Art Dodge)
- Melanie Griffith (Betty Kerner)
- Daryl Hannah (Liz Kerner)
- Danny Aiello (Gene)
- Joan Cusack (Gloria)
- Eli Wallach (Sheldon Dodge)
- Gabino Diego (Mané)
- Austin Pendleton (Dr. Huffeyer)
- Allan Rich (Reverendo Larrabee)
- Vincent Schiavelli (Sommelier)
- Phil Leeds
- Sid Raymond
- Louis Seeger Crume
- Santiago Segura

## Nacimiento del proyecto
Los primeros intentos de adaptar al cine la novela de Westlake tuvieron lugar a mediados de los ochenta, cuando el productor Pepón Coromina (fallecido en 1987) y el director Jordi Cadena fabricaron una sinopsis que se quedó en eso. Fernando Trueba empezó a darle vueltas al asunto a finales de los 80.

## Recepción
En Estados Unidos fue valorada como una de las peores películas españolas estrenadas allí de la historia (14% Rotten Tomatoes), y también sería valorada de la misma forma en España.

## Curiosidades
- Es una versión de la comedia francesa de 1984, Le Jumeau dirigida por Yves Robert que a su vez está basada en la novela de Donald E. Westlake.
- Antonio Banderas y Melanie Griffith se conocieron durante el rodaje de la película.
- En esta película descubrimos la faceta cómica de Banderas.
- Antonio Banderas fue nominado a los Premios Anuales de la Academia "Goya" por su actuación.
- Melanie Griffith y Daryl Hannah fueron nominadas al Premio Golden Raspberry.
- Two Much es un juego de palabras. "Too much" en inglés significa "demasiado" y Two significa "Dos".